# إريك سيرا
إريك سيرا (بالإنجليزية: Éric Serra) موسيقي أفلام فرنسي، من مواليد 1959، سان ماندي، باريس.

## حياته
اهتم إريك بالموسيقى لأن والده (كلود) كان ملحناً للأغاني و شاعراً مشهوراً في فرنسا، فترة خمسينات و ستينات القرن الماضي. التقى بالمخرج و الكاتب لوك بيسون عن طريق والده، و طلب منه أن يجعله مؤلفاً لموسيقى فيلمه القادم ((Le Dernier Combat (1983)، و من هنا أصبح الاثنان فريقان، حيث قام إيريك بتأليف معظم نوطات الأفلام التي أخرجها أو كتبها لوك بيسون، ما عدا فيلم ( Angel-A (2005).

## أعماله
| السنة | العنوان                                                                  |
| ----- | ------------------------------------------------------------------------ |
| 1981  | قبل الأخير (L'Avant dernier)                                             |
| 1983  | المعركة الأخيرة (Le Dernier Combat)                                      |
| 1985  | المترو (Subway)                                                          |
| 1986  | كاميكاز (Kamikaze)                                                       |
| 1988  | الأزرق الكبير (The Big Blue)                                             |
| 1990  | نيكيتا (Nikita)                                                          |
| 1991  | أطلنطس (Atlantis)                                                        |
| 1994  | ليون (Léon)                                                              |
| 1995  | العين الذهبية (Golden Eye)                                               |
| 1997  | العنصر الخامس (The Fifth Element)                                        |
| 1999  | الرسول: قصة جان دارك (The Messenger: The Story of Joan of Arc)           |
| 2001  | فن الإغراء (L'Art de la séduction)                                       |
| 2001  | وسابي (Wasabi)                                                           |
| 2002  | فارق التوقيت (Décalage horaire)                                          |
| 2002  | الكرة المتحدحرجة (Roller ball)                                           |
| 2003  | مونك ضد الرصاص (Bulletproof Monk)                                        |
| 2006  | بانديداس (Bandidas)                                                      |
| 2006  | آرثر و المخفيين (Arthur and the Invisibles)                              |
| 2009  | آرثر والانتقام من مالتزارد (Arthur and the Revenge of Maltazard)         |
| 2010  | مغامرات أديل بلانك سيك (The Extraordinary Adventures of Adèle Blanc-Sec) |
| 2010  | آرثر وحرب العالَمين (Arthur and the War of the Two Worlds)                |
| 2011  | السيدة (The Lady)                                                        |
| 2014  | لوسي (lucy)فلم لوسي                                                      |

## روابط خارجية
- إريك سيرا على موقع IMDb (الإنجليزية)
- إريك سيرا على موقع ألو سيني (الفرنسية)
- إريك سيرا على موقع ميوزك برينز (الإنجليزية)
- إريك سيرا على موقع أول موفي (الإنجليزية)
- إريك سيرا على موقع قاعدة بيانات الأفلام السويدية (السويدية)
- إريك سيرا على موقع أول ميوزيك (الإنجليزية)
- إريك سيرا على موقع ديسكوغز (الإنجليزية)
- إريك سيرا على موقع قاعدة بيانات الفيلم (الإنجليزية)
- إريك سيرا على موقع كينوبويسك (الروسية)